# John Metchie III
John Metchie III (geboren am 18. Juli 2000 in Taiwan) ist ein kanadischer American-Football-Spieler auf der Position des Wide Receivers. Er spielte College Football für die University of Alabama und wurde im NFL Draft 2022 in der zweiten Runde von den Houston Texans ausgewählt. Seit 2025 steht Metchie bei den Philadelphia Eagles unter Vertrag.

## Frühe Jahre und College
Metchie wurde als Sohn einer taiwanesischen Mutter und eines nigerianischen Vaters in Taiwan geboren. Er lebte mit seiner Familie in seinen ersten Lebensjahren auch in Ghana und in Nigeria. Seit Metchie sechs Jahre alt war, wuchs er im kanadischen Brampton, einem Vorort von Toronto, auf. Im Alter von 14 Jahren zog Metchie in die Vereinigten Staaten, um eine American-Football-Karriere zu verfolgen. Er ging ab 2014 auf die St. James School in Hagerstown, Maryland und verbrachte 2018 ein post-graduate year an der Peddie School in Hightstown, New Jersey. Dank seiner überzeugenden Leistungen als Highschool-Football-Spieler erhielt Metchie zahlreiche Stipendienangebote von renommierten College-Football-Programmen.
Metchie entschied sich für die University of Alabama und spielt seit 2019 College Football für die Alabama Crimson Tide. Als Freshman kam er kaum zum Einsatz, da die Crimson Tide auf der Wide-Receiver-Position auf zahlreiche erfahrenere Passempfänger zurückgreifen konnten. Er fing vier Pässe für 23 Yards Raumgewinn. In seinem zweiten College-Jahr nahm Metchie eine wesentlich größere Rolle ein, da Henry Ruggs III und Jerry Jeudy in die NFL wechselten und Jaylen Waddle verletzungsbedingt ausfiel. Als zweiter Passempfänger neben DeVonta Smith konnte Metchie 55 Pässe für 916 Yards und sechs Touchdowns fangen. Mit Alabama gewann er die nationale College-Meisterschaft. Metchie wurde mit der Jon Cornish Trophy als bester kanadischer College-Football-Spieler in der Saison 2020 ausgezeichnet. In der Saison 2021 fing Metchie in 13 Partien 96 Pässe für 1142 Yards und acht Touchdowns. Im SEC Championship Game, das Alabama gegen die Georgia Bulldogs gewann, zog er sich einen Kreuzbandriss zu und fiel daher für die College Football Playoffs aus. Nach Saisonende gab Metchie seine Anmeldung für den kommenden NFL Draft bekannt.

## NFL
Metchie wurde im NFL Draft 2022 in der zweiten Runde an 44. Stelle von den Houston Texans ausgewählt. Zudem wählten die BC Lions Metchie in der siebten Runde des CFL Draft an 59. Stelle, um sich die Rechte an Metchie zu sichern, falls er später in seiner Karriere in der CFL spielen würde. Am 24. Juli 2022 machte Metchie öffentlich, dass bei ihm akute Promyelozytenleukämie diagnostiziert worden war und er deswegen in der Saison 2022 nicht spielen könne. Anschließend fing er nach seiner Heilung in zwei Spielzeiten für die Texans als Ergänzungsspieler 40 Pässe für 412 Yards und einen Touchdown in 29 Spielen. Im August 2025 gaben die Texans Metchie im Rahmen eines Trade zusammen mit einem Sechstrundenpick im Austausch gegen Tight End Harrison Bryant und einen Fünftrundenpick an die Philadelphia Eagles ab.

### NFL-Statistiken
| 2023                               | Houston Texans | 16 | 0 | 16 | 158 | 9,9  | 22 | 0 | 0 | 0 |
| 2024                               | Houston Texans | 13 | 3 | 24 | 254 | 10,6 | 28 | 1 | 1 | 0 |
| Total                              | Total          | 29 | 3 | 40 | 412 | 10,3 | 28 | 1 | 1 | 0 |
| Quelle: pro-football-reference.com |                |    |   |    |     |      |    |   |   |   |

## Persönliches
Sein älterer Bruder Royce Metchie (* 1996) spielt als Safety in der Canadian Football League (CFL).